# (68718) Safi
(68718) Safi est un astéroïde de la ceinture principale.

## Description
(68718) Safi est un astéroïde de la ceinture principale. Il fut découvert le 17 février 2002 à Vicques par Michel Ory. Il présente une orbite caractérisée par un demi-grand axe de 2,54 UA, une excentricité de 0,18 et une inclinaison de 4,0° par rapport à l'écliptique.

## Compléments